# Marlowe (film)
A Marlowe 2022-ben bemutatott francia–ír–spanyol neo-noir bűnügyi filmthriller, melyet Neil Jordan rendezett. A forgatókönyvet William Monahannal közösen írta, John Banville A fekete szemű szőke című 2014-es regényéből. A címszereplő nyomozót, a Raymond Chandler által megalkotott Philip Marlowe-t Liam Neeson alakítja. További fontosabb szerepekben Diane Kruger, Jessica Lange, Adewale Akinnuoye-Agbaje, Alan Cumming, Francois Arnaud, Ian Hart, Danny Huston, Daniela Melchior és Colm Meaney látható.
Világpremierje a 70. San Sebastián-i Nemzetközi Filmfesztiválon volt 2022. szeptember 24-én. A mozikban 2023. február 15-én debütált az Open Road Films és a Briarcliff Entertainment forgalmazásában. A film bevételi szempontból megbukott és gyenge kritikákat kapott.

## Cselekmény
Los Angeles, 1939.
Philip Marlowe magánnyomozónak egy elbűvölő örökösnő, Clare Cavendish ad megbízást. Feladata a nő eltűnt szeretőjének, a Pacific Film Studios kellékmestereként dolgozó Nico Petersonnak a felkutatása. A nyomozó hamar értesül Peterson haláláról: őt a jelek szerint részegen az úttesten fekve gázolták el az exkluzív Corbata Club előtt. Marlowe közli Cavendish-sel a gyászhírt és találkozik a klub vezetőjével, a hamarosan angol nagykövetté váló Philip O'Reillyvel. Cavendish állítása szerint látta a halottnak vélt férfit Tijuanában. A visszatartott információ miatti dühében a nyomozó faképnél hagyja őt és összefut a lány anyjával, Dorothy Quincannon filmcsillaggal (bár ő nem tudja, hogy Marlowe milyen ügyben dolgozik lányának).
Ellátogatva Peterson sírjához Marlowe egy gyászoló nőt vesz észre, de ő elmenekül. A detektív meggyőzi barátját, Joe Green gyilkossági nyomozót, kezdjenek emberöléssel kapcsolatos nyomozásba a rendőrségnél, mivel a holttest nem Petersoné volt. Green nincs elragadtatva a magánnyomozó túlbuzgóságától és azt állítja, Floyd Hanson, a klub vezetője azonosította a testet. Meglátogatja őt, de nem tudnak kiszedni egymásból semmilyen hasznos információt. Távozása közben Marlowe észreveszi a korábban a sírnál lévő nőt, Peterson Lynn nevű húgát. Ő beleegyezik egy későbbi találkozóba a nyomozóval, ahol a férfit két ismeretlen megtámadja, de ő felülkerekedik rajtuk.
Quincannon maga is megpróbálja felfogadni Marlowe-t Peterson felkutatására. Mesél viharos kapcsolatáról lányával, akit éveken át az unokahúgaként mutatott be egykori szeretője, O'Reilly tanácsára. Az idős nő előzőleg felbérelt magánnyomozója kiderítette, hogy Peterson Amanda Toxteth színésznő tehetségkutató ügynökeként is dolgozott. Toxteth szerint Peterson nagy nőcsábász volt és rendszeresen csempészett kokaint Tijuanából. A nyomozásban megrekedő Marlowe betör Peterson házába Lynnt találja ott, majd két mexikói megtámadja őket, Serenát keresve. Marlowe-t kiütik, Lynnt pedig elrabolják.
A nyomozót Lou Hendricks drogbáró és csatlósa, Cedric viszi magával. Hendricks elárulja: Petersont, korábbi drogfutárát akarja megtalálni, mivel az nagy mennyiségű kábítószert lopott tőle, a Corbata pedig halálának megrendezésével fedezte őt. Marlowe barátjával, Bernie Ohls rendőrrel kerestetni kezdi Lynnt, míg Cavendish meglátogatja és megpróbálja elcsábítani a magánnyomozót, de ő elutasítja. Követni kezdi a nőt, akinek O'Reillyvel van randevúja. Ezzel Cavendish feldühíti Quincannont, mert az ellenzi lánya kapcsolatát a nála jóval idősebb, befolyásos férfival. Másnap a rendőrök megtaláljak Lynn megkínzott és meggyalázott holttestét. Ohls a Corbata klubig követi a mexikóiakat és nem hivatalosan segít Marlowe-nak bejutni, lehetőséget adva a lány halálának megbosszulására.
A klubban Hanson begyógyszerezett italt ad a nyomozónak, de ő átlát a csapdán és észrevétlenül kiönti a pohár tartalmát, majd rosszullétet tettet. Hanson emberei a klub mögötti helyiségbe viszik Marlowe-t, ahol több mexikói holtteste hever, továbbá a megkötözött, vallatás alatt lévő Hendricks, illetve a bebörtönzött Cedric is tartózkodik. Hendricks bevallja kínzóinak, hogy Serena egy sellő szobra, amit Peterson a lopott kokainnal megtöltve egy akváriumba rejtett. Marlowe kiszabadítja Cedricet, megölik Hansont és embereit, de véletlenül a szobrot is szétlövik, tönkre téve a benne lévő drogot is. Az évekre eladósodott és emiatt hevesen tiltakozó Hendricksszel Cedric végez, Cedric úgy dönt, mostantól Marlowe-nak dolgozik.
Hazatérve Marlowe-ot Peterson várja. Az eltűntnek hitt férfi beismeri, a klubban egy rá hasonlító zenészt öltek meg, így rendezve meg a halálát. Emiatt azonban nincs bűntudata, ahogyan saját testvére, Lynn halála miatt sem. Arra kéri a nyomozót, beszéljen meg egy találkozót Cavendish-sel a stúdió kellékraktárában, ahol atadhatja az O'Reillyről gyűjtött terhelő bizonyítékokat. Peterson találkozik is a nővel és felfedi előtte: részletesen vezetett minden drogügyletet, amivel tönkre akarja tenni O'Reillyt és a stúdiót. Marlowe érkezésekor Cavendish elárulja szeretőjét és lelövi, majd annak holttestét felgyújtja a bizonyítékokkal együtt. Tettével O'Reillynél akart jó pontot szerezni, és hamarosan ki is nevezik a stúdió alelnökévé. Marlowe ugyan elkobozza a nő fegyverét, de nem árulja be őt a rendőrségnél.
Cavendish állást ajánl neki biztonsági főnökként. Marlowe elutasítja és Cedricet javasolja maga helyett, átadva neki a nőtől elvett fegyvert.

## Szereplők

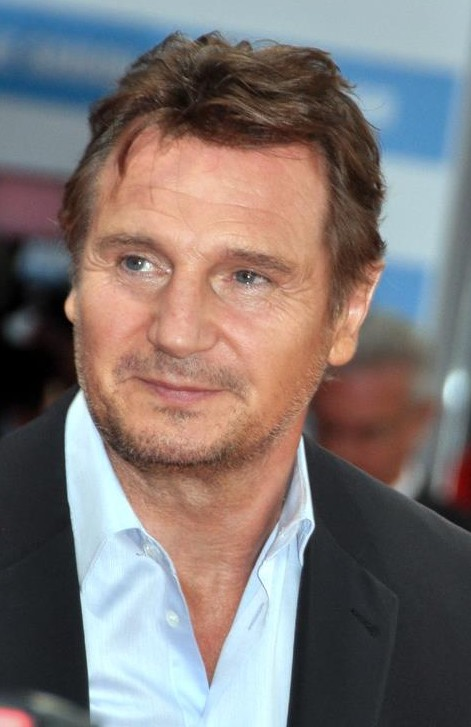
A címszereplő magánnyomozót, Philip Marlowe-t Liam Neeson alakítja, akinek ez volt a 100. filmje

| Szereplő           | Színész                  | Magyar hang        | Magyar hang      |
| Szereplő           | Színész                  | 1. szinkron        | 2. szinkron      |
| ------------------ | ------------------------ | ------------------ | ---------------- |
| Philip Marlowe     | Liam Neeson              | Mihályi Győző      | Csernák János    |
| Clare Cavendish    | Diane Kruger             | Solecki Janka      | Solecki Janka    |
| Dorothy Quincannon | Jessica Lange            | Kovács Nóra        | Csere Ágnes      |
| Cedric             | Adewale Akinnuoye-Agbaje | Faragó András      | Bognár Tamás     |
| Bernie Ohls        | Colm Meaney              |                    | Borbiczki Ferenc |
| Lynn Peterson      | Daniela Melchior         | Nagy Katica        |                  |
| Lou Hendricks      | Alan Cumming             | Fesztbaum Béla     | Fekete Zoltán    |
| Floyd Hanson       | Danny Huston             | Berzsenyi Zoltán   | Kassai Károly    |
| Amanda Toxteth     | Seána Kerslake           | Bogdányi Titanilla | Kis-Kovács Luca  |
| Nico Peterson      | François Arnaud          | Fehér Tibor        | Fehér Tibor      |
| Joe Green          | Ian Hart                 | Seder Gábor        | Háda János       |
| Richard Cavendish  | Patrick Muldoon          | Epres Attila       | Czvetkó Sándor   |
| Philip O'Reilly    | Mitchell Mullen          |                    |                  |

## A film készítése
A Marlowe volt Liam Neeson századik filmje. A forgatókönyv William Monahan munkája volt, melyet John Banville 2014-es A fekete szemű szőke című regényéből adaptált filmvászonra. Neeson 2017 márciusában lett a készülő film sztárja, Neil Jordan 2021 júniusában szerződött rendezőnek. 2021 novemberében jelentették be a projekthez csatlakozó további szereplők nevét.
A szintén 2021 novemberében kezdődő forgatás két hónapig tartott. A Los Angelesben játszódó kültéri jeleneteket Barcelonában vették fel, míg a beltérieket Dublinban forgatták. Jordan szerint az 1982-es Szárnyas fejvadász hatott a film megjelenésére: „Egy múltbéli Los Angeelsben játszódó filmet készítek, de valahogy az mégis egy sci-fi film. […] Jó referencia volt ez a tervezők és a kamerákat kezelő csapat számára.”

## Bemutató
A Marlowe világpremierje 2022. szeptember 24-én volt, a 70. San Sebastián-i Nemzetközi Filmfesztivál zárófilmjeként. Eredetileg 2022. december 2-án került volna a mozikba, de az amerikai bemutató végül 2023. február 15-re tevődött át.

## Fogadtatás

### Bevételi adatok
A nyitó hétvégén a 2281 amerikai moziban bemutatott film 1,8 millió dolláros bevételt termelt (az első öt napban összesen 2,9 millió dollárt). Ezzel a nyolcadik helyezést érte el.

### Kritikai visszhang
A film gyenge kritikákat kapott. A Rotten Tomatoes-on 110 kritika összegzése után 26%-on áll. A szöveges értékelés szerint „Liam Neeson nem feltétlenül rossz választás a klasszikus szereplő megformálására. A Marlowe azonban a franchise valamirevaló kibővítéseként vagy önállóan szórakoztató rejtélyfilmként sem képes megindokolni önmagát”.
A filmtekercs.hu kritikája szerint „…az a fajta film, ami eldöcög, végig tudja nézni az ember, de szinte semmi kiemelkedő nincs benne. Agyatlan szórakozásnak túl komoly, profi műfajfilmnek túl slampos és gyenge […] a középszerűség alján kapaszkodó iparosmunka, amiben évtizedes profik dolgoztak, de mindenki csak a minimálisat tette bele, annál egy centivel se többet. Megnézed, elfelejted.”

## Fordítás
- Ez a szócikk részben vagy egészben  a   Marlowe (2022 film) című angol Wikipédia-szócikk ezen változatának fordításán alapul.  Az eredeti cikk szerkesztőit annak laptörténete sorolja fel. Ez a jelzés csupán a megfogalmazás eredetét és a szerzői jogokat jelzi, nem szolgál a cikkben szereplő információk forrásmegjelöléseként.